# Europese kampioenschappen beachvolleybal 2022 (vrouwen)
Het vrouwentoernooi van de Europese kampioenschappen beachvolleybal 2022 in München vond plaats van 15 tot en met 20 augustus. Het Letse duo Anastasija Kravčenoka en Tina Graudina werd voor de tweede keer Europees kampioen door de titelverdedigers Nina Brunner en Tanja Hüberli uit Zwitserland in drie sets te verslaan. Het brons ging naar de Nederlandsen Katja Stam en Raïsa Schoon die in de troostfinale in drie sets te sterk waren voor het Spaanse tweetal Daniela Álvarez en Tania Moreno.

## Groepsfase
|  | Direct naar laatste 16 |
|  | Naar tussenronde       |

### Groep A
| # | Ploeg              | Punten | Wedstrijden | Wedstrijden | Sets | Sets | Sets  | Spelpunten | Spelpunten | Spelpunten |
| # | Ploeg              | Punten | W           | V           | W    | V    | Ratio | W          | V          | Ratio      |
| - | ------------------ | ------ | ----------- | ----------- | ---- | ---- | ----- | ---------- | ---------- | ---------- |
| 1 | Álvarez / Moreno   | 4      | 2           | 0           | 4    | 2    | 2,000 | 106        | 98         | 1,082      |
| 2 | Müller / Tillmann  | 3      | 1           | 1           | 3    | 2    | 1,500 | 89         | 84         | 1,060      |
| 3 | Ahtiainen / Prihti | 3      | 1           | 1           | 3    | 2    | 1,500 | 93         | 84         | 1,107      |
| 4 | Vieira / Chamereau | 2      | 0           | 2           | 0    | 4    | 0,000 | 62         | 84         | 0,738      |

| Datum       |                    | Score |                    | Set 1   | Set 2   | Set 3   |
| ----------- | ------------------ | ----- | ------------------ | ------- | ------- | ------- |
| 15 augustus | Müller / Tillmann  | 2 – 0 | Vieira / Chamereau | 21 – 14 | 21 – 15 |         |
| 15 augustus | Ahtiainen / Prihti | 1 – 2 | Álvarez / Moreno   | 21 – 15 | 17 – 21 | 13 – 15 |
| 17 augustus | Müller / Tillmann  | 1 – 2 | Álvarez / Moreno   | 14 – 21 | 21 – 19 | 12 – 15 |
| 17 augustus | Vieira / Chamereau | 0 – 2 | Ahtiainen / Prihti | 18 – 21 | 15 – 21 |         |

### Groep B
| # | Ploeg                         | Punten | Wedstrijden | Wedstrijden | Sets | Sets | Sets  | Spelpunten | Spelpunten | Spelpunten |
| # | Ploeg                         | Punten | W           | V           | W    | V    | Ratio | W          | V          | Ratio      |
| - | ----------------------------- | ------ | ----------- | ----------- | ---- | ---- | ----- | ---------- | ---------- | ---------- |
| 1 | Bentele / Vergé-Dépré         | 4      | 2           | 0           | 4    | 1    | 4,000 | 101        | 74         | 1,365      |
| 2 | Schützenhöfer / Plesiutschnig | 3      | 1           | 1           | 2    | 3    | 0,667 | 81         | 87         | 0,931      |
| 3 | Machno / Machno               | 3      | 1           | 1           | 3    | 2    | 1,500 | 95         | 101        | 0,941      |
| 4 | Piersma / Van Driel           | 2      | 0           | 2           | 1    | 4    | 0,250 | 87         | 102        | 0,853      |

| Datum       |                               | Score |                               | Set 1   | Set 2   | Set 3   |
| ----------- | ----------------------------- | ----- | ----------------------------- | ------- | ------- | ------- |
| 16 augustus | Bentele / Vergé-Dépré         | 2 – 1 | Machno / Machno               | 23 – 25 | 21 – 13 | 15 – 11 |
| 16 augustus | Schützenhöfer / Plesiutschnig | 2 – 1 | Piersma / Van Driel           | 21 – 10 | 19 – 21 | 16 – 14 |
| 17 augustus | Bentele / Vergé-Dépré         | 2 – 0 | Schützenhöfer / Plesiutschnig | 21 – 14 | 21 – 11 |         |
| 17 augustus | Machno / Machno               | 2 – 0 | Piersma / Van Driel           | 21 – 19 | 25 – 23 |         |

### Groep C
| # | Ploeg                 | Punten | Wedstrijden | Wedstrijden | Sets | Sets | Sets  | Spelpunten | Spelpunten | Spelpunten |
| # | Ploeg                 | Punten | W           | V           | W    | V    | Ratio | W          | V          | Ratio      |
| - | --------------------- | ------ | ----------- | ----------- | ---- | ---- | ----- | ---------- | ---------- | ---------- |
| 1 | Kravčenoka / Graudina | 4      | 2           | 0           | 4    | 0    | MAX   | 84         | 58         | 1,448      |
| 2 | Lahti / Parkkinen     | 3      | 1           | 1           | 2    | 3    | 0,667 | 86         | 99         | 0,869      |
| 3 | Windeleff / Bisgaard  | 3      | 1           | 1           | 2    | 2    | 1,000 | 70         | 74         | 0,946      |
| 4 | Placette / Richard    | 2      | 0           | 2           | 1    | 4    | 0,250 | 89         | 98         | 0,908      |

| Datum       |                       | Score |                      | Set 1   | Set 2   | Set 3   |
| ----------- | --------------------- | ----- | -------------------- | ------- | ------- | ------- |
| 16 augustus | Kravčenoka / Graudina | 2 – 0 | Windeleff / Bisgaard | 21 – 16 | 21 – 12 |         |
| 16 augustus | Placette / Richard    | 1 – 2 | Lahti / Parkkinen    | 19 – 21 | 21 – 16 | 17 – 19 |
| 17 augustus | Kravčenoka / Graudina | 2 – 0 | Lahti / Parkkinen    | 21 – 16 | 21 – 14 |         |
| 17 augustus | Windeleff / Bisgaard  | 2 – 0 | Placette / Richard   | 21 – 15 | 21 – 17 |         |

### Groep D
| # | Ploeg                     | Punten | Wedstrijden | Wedstrijden | Sets | Sets | Sets  | Spelpunten | Spelpunten | Spelpunten |
| # | Ploeg                     | Punten | W           | V           | W    | V    | Ratio | W          | V          | Ratio      |
| - | ------------------------- | ------ | ----------- | ----------- | ---- | ---- | ----- | ---------- | ---------- | ---------- |
| 1 | Hüberli / Brunner         | 4      | 2           | 0           | 4    | 0    | MAX   | 84         | 57         | 1,474      |
| 2 | Soria / González          | 3      | 1           | 1           | 2    | 3    | 0,667 | 84         | 91         | 0,923      |
| 3 | Walkenhorst / Lippmann    | 3      | 1           | 1           | 2    | 3    | 0,667 | 81         | 90         | 0,900      |
| 4 | Kliokmanaite / Paulikienė | 2      | 0           | 2           | 2    | 4    | 0,500 | 97         | 108        | 0,898      |

| Datum       |                           | Score |                           | Set 1   | Set 2   | Set 3   |
| ----------- | ------------------------- | ----- | ------------------------- | ------- | ------- | ------- |
| 16 augustus | Brunner / Hüberli         | 2 – 0 | Walkenhorst / Lippmann    | 21 – 19 | 21 – 9  |         |
| 16 augustus | Kliokmanaite / Paulikienė | 1 – 2 | Soria / González          | 21 – 19 | 18 – 21 | 10 – 15 |
| 17 augustus | Brunner / Hüberli         | 2 – 0 | Soria / González          | 21 – 14 | 21 – 15 |         |
| 17 augustus | Walkenhorst / Lippmann    | 2 – 1 | Kliokmanaite / Paulikienė | 21 – 15 | 17 – 21 | 15 – 12 |

### Groep E
| # | Ploeg                        | Punten | Wedstrijden | Wedstrijden | Sets | Sets | Sets  | Spelpunten | Spelpunten | Spelpunten |
| # | Ploeg                        | Punten | W           | V           | W    | V    | Ratio | W          | V          | Ratio      |
| - | ---------------------------- | ------ | ----------- | ----------- | ---- | ---- | ----- | ---------- | ---------- | ---------- |
| 1 | Stam / Schoon                | 4      | 2           | 0           | 4    | 1    | 4,000 | 96         | 78         | 1,263      |
| 2 | Böbner / Vergé-Dépré         | 3      | 1           | 1           | 2    | 2    | 1,000 | 76         | 67         | 1,134      |
| 3 | Dumbauskaitė / Grudzinskaitė | 3      | 1           | 1           | 3    | 3    | 1,000 | 98         | 108        | 0,907      |
| 4 | Davidova / Loenina           | 2      | 0           | 2           | 1    | 4    | 0,250 | 79         | 98         | 0,806      |

| Datum       |                              | Score |                              | Set 1   | Set 2   | Set 3   |
| ----------- | ---------------------------- | ----- | ---------------------------- | ------- | ------- | ------- |
| 16 augustus | Stam / Schoon                | 2 – 1 | Dumbauskaitė / Grudzinskaitė | 21 – 11 | 18 – 21 | 15 – 10 |
| 16 augustus | Böbner / Vergé-Dépré         | 2 – 0 | Davidova / Loenina           | 21 – 14 | 21 – 11 |         |
| 17 augustus | Stam / Schoon                | 2 – 0 | Böbner / Vergé-Dépré         | 21 – 17 | 21 – 17 |         |
| 17 augustus | Dumbauskaitė / Grudzinskaitė | 2 – 1 | Davidova / Loenina           | 19 – 21 | 22 – 20 | 15 – 13 |

### Groep F
| # | Ploeg                   | Punten | Wedstrijden | Wedstrijden | Sets | Sets | Sets  | Spelpunten | Spelpunten | Spelpunten |
| # | Ploeg                   | Punten | W           | V           | W    | V    | Ratio | W          | V          | Ratio      |
| - | ----------------------- | ------ | ----------- | ----------- | ---- | ---- | ----- | ---------- | ---------- | ---------- |
| 1 | Borger / Sude           | 4      | 2           | 0           | 4    | 0    | MAX   | 84         | 65         | 1,292      |
| 2 | Menegatti / Gottardi    | 3      | 1           | 1           | 2    | 3    | 0,667 | 91         | 87         | 1,046      |
| 3 | Orsi Toth / Breidenbach | 3      | 1           | 1           | 3    | 3    | 1,000 | 104        | 107        | 0,972      |
| 4 | Bajeva / Lazarenko      | 2      | 0           | 2           | 1    | 4    | 0,250 | 81         | 101        | 0,802      |

| Datum       |                      | Score |                         | Set 1   | Set 2   | Set 3   |
| ----------- | -------------------- | ----- | ----------------------- | ------- | ------- | ------- |
| 16 augustus | Borger / Sude        | 2 – 0 | Bajeva / Lazarenko      | 21 – 13 | 21 – 14 |         |
| 16 augustus | Menegatti / Gottardi | 2 – 1 | Orsi Toth / Breidenbach | 17 – 21 | 21 – 12 | 15 – 12 |
| 17 augustus | Borger / Sude        | 2 – 0 | Menegatti / Gottardi    | 21 – 19 | 21 – 19 |         |
| 17 augustus | Bajeva / Lazarenko   | 1 – 2 | Orsi Toth / Breidenbach | 16 – 21 | 21 – 19 | 17 – 19 |

### Groep G
| # | Ploeg               | Punten | Wedstrijden | Wedstrijden | Sets | Sets | Sets  | Spelpunten | Spelpunten | Spelpunten |
| # | Ploeg               | Punten | W           | V           | W    | V    | Ratio | W          | V          | Ratio      |
| - | ------------------- | ------ | ----------- | ----------- | ---- | ---- | ----- | ---------- | ---------- | ---------- |
| 1 | Laboureur / Schulz  | 4      | 2           | 0           | 4    | 1    | 4,000 | 114        | 93         | 1,226      |
| 2 | Kotnik / Lovsin     | 3      | 1           | 1           | 3    | 2    | 1,500 | 112        | 108        | 1,037      |
| 3 | Scampoli / Bianchin | 3      | 1           | 1           | 2    | 3    | 0,667 | 87         | 95         | 0,916      |
| 4 | Klinger / Klinger   | 2      | 0           | 2           | 1    | 4    | 0,250 | 76         | 93         | 0,817      |

| Datum       |                     | Score |                     | Set 1   | Set 2   | Set 3   |
| ----------- | ------------------- | ----- | ------------------- | ------- | ------- | ------- |
| 15 augustus | Laboureur / Schulz  | 2 – 0 | Klinger / Klinger   | 21 – 10 | 21 – 13 |         |
| 15 augustus | Scampoli / Bianchin | 0 – 2 | Kotnik / Lovsin     | 18 – 21 | 18 – 21 |         |
| 17 augustus | Laboureur / Schulz  | 2 – 1 | Kotnik / Lovsin     | 19 – 21 | 23 – 21 | 30 – 28 |
| 17 augustus | Klinger / Klinger   | 1 – 2 | Scampoli / Bianchin | 21 – 15 | 19 – 21 | 13 – 15 |

### Groep H
| # | Ploeg                 | Punten | Wedstrijden | Wedstrijden | Sets | Sets | Sets  | Spelpunten | Spelpunten | Spelpunten |
| # | Ploeg                 | Punten | W           | V           | W    | V    | Ratio | W          | V          | Ratio      |
| - | --------------------- | ------ | ----------- | ----------- | ---- | ---- | ----- | ---------- | ---------- | ---------- |
| 1 | Ittlinger / Schneider | 4      | 2           | 0           | 4    | 1    | 4,000 | 98         | 85         | 1,153      |
| 2 | Kociołek / Lodej      | 3      | 1           | 1           | 3    | 3    | 1,000 | 103        | 108        | 0,954      |
| 3 | Carro / Lobato        | 3      | 1           | 1           | 3    | 2    | 1,500 | 95         | 84         | 1,131      |
| 4 | Van Driel / Ypma      | 2      | 0           | 2           | 0    | 4    | 0,000 | 65         | 85         | 0,765      |

| Datum       |                       | Score |                  | Set 1   | Set 2   | Set 3   |
| ----------- | --------------------- | ----- | ---------------- | ------- | ------- | ------- |
| 16 augustus | Ittlinger / Schneider | 2 – 0 | Van Driel / Ypma | 21 – 15 | 22 – 20 |         |
| 16 augustus | Carro / Lobato        | 1 – 2 | Kociołek / Lodej | 17 – 21 | 21 – 15 | 15 – 17 |
| 17 augustus | Ittlinger / Schneider | 2 – 1 | Kociołek / Lodej | 19 – 21 | 21 – 16 | 15 – 13 |
| 17 augustus | Van Driel / Ypma      | 0 – 2 | Carro / Lobato   | 12 – 21 | 19 – 21 |         |

## Knockoutfase

### Tussenronde
| Datum       | Wedstrijd | Team 1                        | Score | Team 2                       | Set 1   | Set 2   | Set 3   |
| ----------- | --------- | ----------------------------- | ----- | ---------------------------- | ------- | ------- | ------- |
| 18 augustus | 1         | Soria / González              | 2 – 1 | Carro / Lobato               | 21 – 16 | 15 – 21 | 15 – 11 |
| 18 augustus | 2         | Kotnik / Lovsin               | 0 – 2 | Machno / Machno              | 12 – 21 | 17 – 21 |         |
| 18 augustus | 3         | Müller / Tillmann             | 1 – 2 | Scampoli / Bianchin          | 21 – 12 | 19 – 21 | 15 – 17 |
| 18 augustus | 4         | Kociołek / Lodej              | 2 – 0 | Ahtiainen / Prihti           | 21 – 15 | 21 – 19 |         |
| 18 augustus | 5         | Schützenhöfer / Plesiutschnig | 0 – 2 | Windeleff / Bisgaard         | 14 – 21 | 20 – 22 |         |
| 18 augustus | 6         | Böbner / Vergé-Dépré          | 2 – 0 | Walkenhorst / Lippmann       | 21 – 19 | 22 – 20 |         |
| 18 augustus | 7         | Menegatti / Gottardi          | 2 – 0 | Dumbauskaitė / Grudzinskaitė | 21 – 15 | 21 – 19 |         |
| 18 augustus | 8         | Lahti / Parkkinen             | 0 – 2 | Orsi Toth / Breidenbach      | 18 – 21 | 25 – 27 |         |

### Eindronde
| Achtste finale | Achtste finale          | Achtste finale | Achtste finale | Achtste finale |  |    | Kwartfinale           | Kwartfinale           | Kwartfinale | Kwartfinale | Kwartfinale |  |  | Halve finale | Halve finale          | Halve finale | Halve finale | Halve finale |  |              | Finale        | Finale                | Finale       | Finale       | Finale |
|                |                         |                |                |                |  |    |                       |                       |             |             |             |  |  |              |                       |              |              |              |  |              |               |                       |              |              |        |
| 2              | Bentele / Vergé-Dépré   | 21             | 21             |                |  |    |                       |                       |             |             |             |  |  |              |                       |              |              |              |  |              |               |                       |              |              |        |
| 20             | Soria / González        | 18             | 14             |                |  |    | 2                     | Bentele / Vergé-Dépré | 20          | 21          | 11          |  |  |              |                       |              |              |              |  |              |               |                       |              |              |        |
| 5              | Stam / Schoon           | 21             | 19             | 15             |  | 5  | Stam / Schoon         | 22                    | 19          | 15          |             |  |  |              |                       |              |              |              |  |              |               |                       |              |              |        |
| 31             | Machno / Machno         | 15             | 21             | 9              |  |    |                       |                       |             |             |             |  |  | 5            | Stam / Schoon         | 13           | 19           |              |  |              |               |                       |              |              |        |
| 6              | Borger / Sude           | 18             | 21             | 15             |  |    |                       |                       |             |             |             |  |  | 3            | Kravčenoka / Graudina | 21           | 21           |              |  |              |               |                       |              |              |        |
| 10             | Scampoli / Bianchin     | 21             | 14             | 8              |  |    | 6                     | Borger / Sude         | 18          | 18          |             |  |  |              |                       |              |              |              |  |              |               |                       |              |              |        |
| 3              | Kravčenoka / Graudina   | 21             | 21             |                |  | 3  | Kravčenoka / Graudina | 21                    | 21          |             |             |  |  |              |                       |              |              |              |  |              |               |                       |              |              |        |
| 24             | Kociołek / Lodej        | 12             | 18             |                |  |    |                       |                       |             |             |             |  |  |              |                       |              |              |              |  |              | 3             | Kravčenoka / Graudina | 18           | 21           | 15     |
| 4              | Brunner / Hüberli       | 21             | 21             |                |  |    |                       |                       |             |             |             |  |  |              |                       |              |              |              |  |              | 4             | Brunner / Hüberli     | 21           | 15           | 11     |
| 30             | Windeleff / Bisgaard    | 15             | 16             |                |  |    | 4                     | Brunner / Hüberli     | 21          | 21          |             |  |  |              |                       |              |              |              |  |              |               |                       |              |              |        |
| 7              | Laboureur / Schulz      | 18             | 21             | 15             |  | 7  | Laboureur / Schulz    | 12                    | 15          |             |             |  |  |              |                       |              |              |              |  |              |               |                       |              |              |        |
| 12             | Böbner / Vergé-Dépré    | 21             | 13             | 9              |  |    |                       |                       |             |             |             |  |  | 4            | Brunner / Hüberli     | 21           | 21           |              |  |              |               |                       |              |              |        |
| 8              | Ittlinger / Schneider   | 21             | 16             | 12             |  |    |                       |                       |             |             |             |  |  | 17           | Álvarez / Moreno      | 14           | 17           |              |  |              |               |                       |              |              |        |
| 11             | Menegatti / Gottarddi   | 16             | 21             | 15             |  |    | 11                    | Menegatti / Gottarddi | 18          | 18          |             |  |  |              |                       |              |              |              |  | Troostfinale | Troostfinale  | Troostfinale          | Troostfinale | Troostfinale |        |
| 17             | Álvarez / Moreno        | 16             | 21             | 15             |  | 17 | Álvarez / Moreno      | 21                    | 21          |             |             |  |  |              |                       |              |              |              |  | 5            | Stam / Schoon | 19                    | 24           | 15           |        |
| 22             | Orsi Toth / Breidenbach | 21             | 19             | 11             |  |    |                       |                       |             |             |             |  |  |              |                       |              |              |              |  |              | 17            | Álvarez / Moreno      | 21           | 22           | 11     |